# Ugo Grippo
Ugo Grippo (Napoli, 19 giugno 1932 – Napoli, 2 aprile 2017) è stato un politico e ingegnere italiano.

## Biografia
Rimasto orfano di padre (caduto in guerra) a 9 anni, entrò nel Corpo nazionale dei vigili del fuoco seguendo le orme paterne, mentre completava gli studi in Ingegneria. Decise poi di entrare nel mondo della politica aderendo alla corrente di sinistra della Democrazia Cristiana, Forze Nuove, prima con Fiorentino Sullo e poi con Carlo Donat-Cattin. Fu segretario della DC a Napoli, deputato per tre legislature e senatore per una, nonché Sottosegretario di Stato al Lavoro e alla Previdenza Sociale nei governi Andreotti VI e Andreotti VII. Nel 1992 fu coinvolto nello scandalo Tangentopoli. Negli anni Ottanta fondò il giornale Prospettive, affidandone la direzione a Roberto Marra.
Rimasto attivo in politica anche dopo Mani pulite, nel 1994 presentò la propria candidatura fuori dalle principali coalizioni fondando la lista Programma Italia e presentandosi nel collegio uninominale di Marano di Napoli, ove ottenne il 6,2%. Si candidò altresì alla Camera in occasione delle politiche del 2006 per la Lista Consumatori.
Si è spento ad 83 anni presso l'Ospedale Monaldi di Napoli a causa del diabete. Era un tifoso del Napoli.